# سيمون ماكينوك
سيمون ماكينوك كريستوفيرسن (بالدنماركية: Simon Makienok Christoffersen) هو لاعب كرة قدم دنماركي في مركز الهجوم ولد في يوم 21 نوفمبر 1990 في بلدة نستفيد في الدنمارك، يلعب حالياً مع نادي باليرمو وسبق له اللعب مع نادي بروندبي ونادي كوجه ونادي هيرفولج بولدكلوب ونادي نايستفيد، ولعب مع منتخب الدنمارك لكرة القدم ويبلغ طوله 201 سم.

## مسيرته الكروية
لعب سيمون ماكينوك خلال مسيرته الاحترافية مع 8 أندية في خمسة عشر موسمًا وسجل خلالها 69 هدفًا ضمن 214 مباراة. ولم يفز بأي موسم بالكأس أو بالدوري.
خاض سيمون ماكينوك مسيرته مع نادي هرفوليه في موسم 2008–09 لمدة موسم واحد، مشاركًا في 4 مباريات ولم يسجل أي هدف. ثم انتقل إلى نادي كويه ‏ في موسم 2009–10 واستمر معه طيلة ثلاثة مواسم، حيث شارك في 56 مباراة سجل خلالها 22 هدفًا. لينتقل بعدها إلى نادي بروندبي في موسم 2011–12 ليلعب معه أربعة مواسم، مشاركًا في 74 مباراة سجل خلالها 35 هدفًا. ثم انتقل إلى نادي باليرمو في موسم 2014–15 لمدة موسم واحد، مشاركًا في 4 مباريات ولم يسجل أي هدف. هذا وانتقل لاحقًا إلى نادي تشارلتون أثلتيك في موسم 2015–16 لمدة موسم واحد، مشاركًا في 36 مباراة سجل خلالها 5 أهداف. ثم انتقل بعدها إلى نادي بريستون نورث إيند في موسم 2016–17 لمدة موسم واحد، مشاركًا في 25 مباراة سجل خلالها 3 أهداف. ليعود وينتقل من جديد، لكن هذه المرة إلى نادي أوترخت في موسم 2017–18 واستمر معه طيلة ثلاثة مواسم، مشاركًا في 6 مباريات سجل خلالها هدفًا واحدًا. لينتقل بعدها إلى نادي دينامو درسدن في موسم 2019–20 لمدة موسم واحد، مشاركًا في 9 مباريات سجل خلالها 3 أهداف.

## روابط خارجية
- سيمون ماكينوك على موقع الاتحاد الأوربي (الإنجليزية)
- سيمون ماكينوك على موقع قاعدة بيانات كرة القدم.إي يو (الإنجليزية)
- سيمون ماكينوك على موقع ناشيونال فوتبول تيمز (الإنجليزية)
- سيمون ماكينوك على موقع Soccerway.com (الإنجليزية)
- سيمون ماكينوك على موقع عالم كرة القدم.نت (الإنجليزية)
- سيمون ماكينوك على موقع AS.com (الإسبانية)